# Siergiej Andriejew (działacz)
Siergiej Iljicz Andriejew (ros. Сергей Ильич Андреев, ur. 19 października 1905 w Siestroriecku (obecnie część Petersburga), zm. 27 listopada 1937) – działacz Komsomołu.

## Życiorys
W latach 1923–1925 kierował komórką Komsomołu w fabryce w Kowrowie, od 1924 należał do RKP(b), 1925 został sekretarzem Komitetu Powiatowego Komsomołu w Kowrowie, później do 1928 był sekretarzem Włodzimierskiego Gubernialnego Komitetu Komsomołu. W 1928 był sekretarzem Biura Organizacyjnego KC Komsomołu na Obwód Centralno-Czarnoziemski, 1928–1929 I sekretarzem Centralno-Czarnoziemskiego Komitetu Obwodowego Komsomołu, od 1929 kierował Wydziałem Kultury i Propagandy Leninizmu KC Komsomołu, później był sekretarzem Północnokaukaskiego Komitetu Krajowego Komsomołu. Od 26 stycznia 1931 do 1932 był sekretarzem KC Komsomołu, od 26 stycznia 1931 do 1937 członkiem Biura KC Komsomołu, jednocześnie 1932–1937 sekretarzem generalnym/I sekretarzem KC Komsomołu Ukrainy. Od 4 stycznia 1933 do 30 sierpnia 1937 był członkiem KC KP(b)U, od 22 kwietnia 1933 do 18 stycznia 1934 zastępcą członka, a od 23 stycznia 1934 do 30 sierpnia 1937 członkiem Biura Organizacyjnego KC KP(b)U. 29 października 1933 został odznaczony Orderem Lenina.
14 lipca 1937 został aresztowany, 27 listopada 1937 skazany na śmierć przez Wojskowe Kolegium Sądu Najwyższego ZSRR pod zarzutem działalności kontrrewolucyjnej i dokonywania aktów terrorystycznych i rozstrzelany. 31 sierpnia 1955 pośmiertnie zrehabilitowany.